# Unieszewo (przystanek kolejowy)
Unieszewo – przystanek kolejowy w Unieszewie, w gminie Gietrzwałd, w województwie warmińsko-mazurskim, w Polsce.

## Ruch pasażerski
| Rok  | Wymiana pasażerska na dobę |
| ---- | -------------------------- |
| 2017 | 100-149                    |
| 2022 | 100-149                    |